# Phebellia glauca
Phebellia glauca är en tvåvingeart som först beskrevs av Johann Wilhelm Meigen 1824.  Phebellia glauca ingår i släktet Phebellia och familjen parasitflugor. Arten är reproducerande i Sverige. Inga underarter finns listade i Catalogue of Life.